# Източен парк
Източният парк е планиран парк в София, България, който трябва да бъде изграден в район „Младост“, на 8,9 километра югоизточно от центъра на града.
Територията, предвидена за Източния парк, е разположена северно от Околовръстния път и западно от Кална река, като граничи със зоната „7-и – 11-и километър“ на север, промишлена зона „Изток“ и жилищен комплекс „Експериментален“ на изток, парк „Камбаните“ на юг и кварталите „Младост 4“ и „Младост 3“ на запад.
Към 2022 година проектът за парка е замразен, заради невъзможността на Столична община да изкупи терените за изграждането му.